# Hohenfinow
Hohenfinow é um município da Alemanha, localizado no distrito Barnim, no estado de Brandemburgo.